# Scandica
Scandica är ett svenskt fartyg sjösatt 1983 som ägs av Sjöfartsverket och som används för farledsarbete, till exempel utprickning. Scandica används även som isbrytare när det behövs.
"Scandica" har ett systerfartyg "M/S Baltica" sjösatt 1982. Hon har samma mått, maskinstyrka och utrustning som "Scandica".
Scandica har en propeller i aktern, och två tunnelpropellrar, en vardera i för och akter. Hon försågs dessutom med luftbubblingssystem 1986 för att underlätta hennes användning som isbrytare.

## Galleri

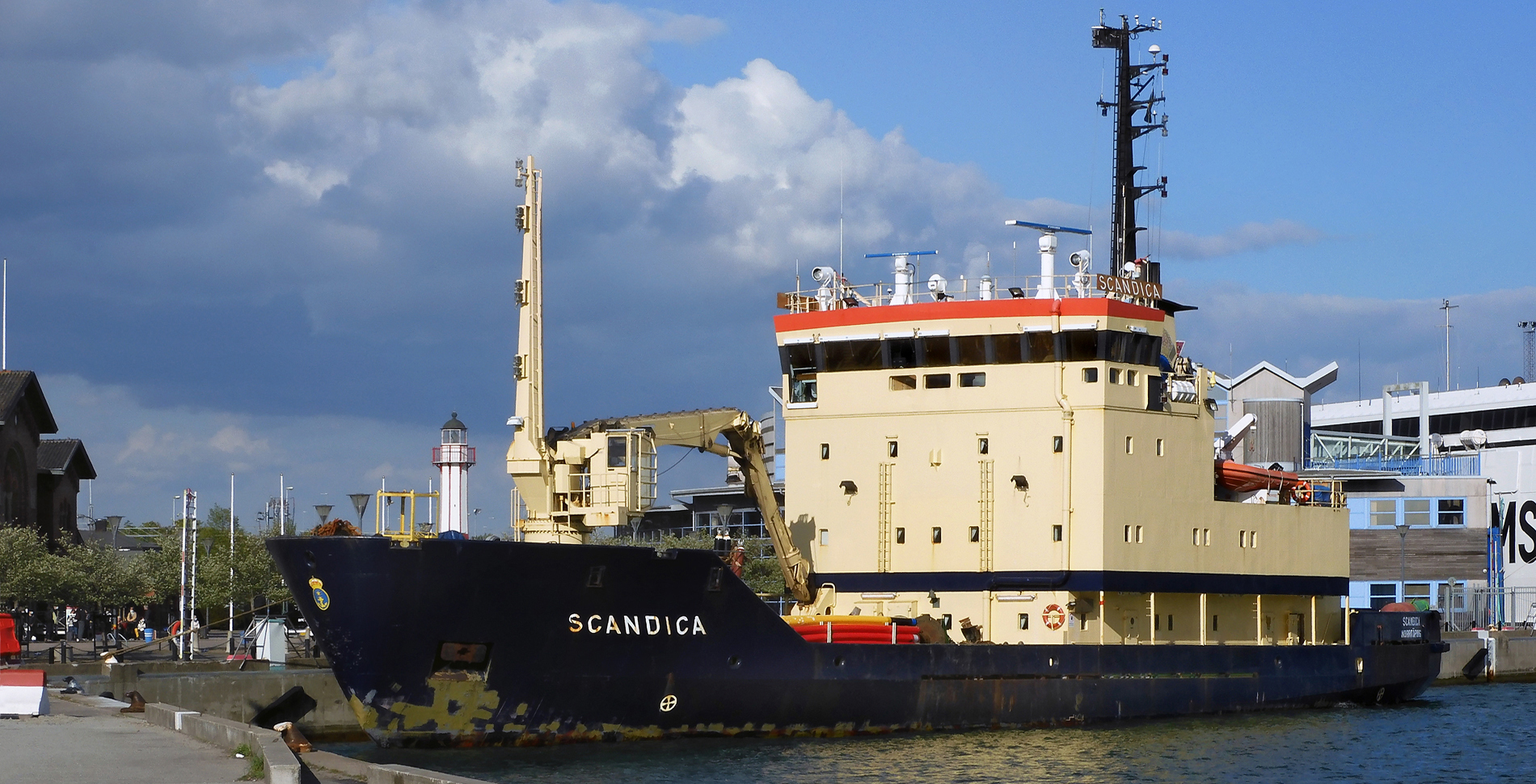
Sjöfartsverkets fartyg Scandica i Ystads hamn 20 maj 2021.